# Dynastie Sin
Dynastie Sin (新) byla čínská dynastie, vládnoucí v letech 8–23 n. l., která přerušila vládu úspěšné dynastie Chan.
Jediný vládce této dynastie, Wang Mang, byl císařovým příbuzným a bývalým regentem nezletilého následníka trůnu a k moci se dostal palácovým převratem. Zahájil rozhodné reformy, které ovšem kopírovaly opatření mnohem starších dynastií. Snažil se obnovit občinové vlastnictví půdy, to se ale nepodařilo realizovat. Zakazoval obchod s půdou a otroky, počet státních otroků se ale za jeho vlády prudce zvýšil. Na posílení příjmů zavedl státní monopoly na víno a využívání důlních a vodních bohatství, zrušil platnost starých mincí a zavedl nové.
Častým problémem pro císaře byla rolnická povstání, která bylo stále obtížnější potlačovat. Rolníci byli chudí a reformy zhoršily jejich postavení, zejména omezením možností vedlejších příjmů prostřednictvím monopolů, znehodnocením mincí a zesílením policejního a úřednického aparátu, často zneužívajícího své postavení. Povstání navíc podněcovali potomci bývalé dynastie Chan. Situaci dále zhoršilo opakované protrhávání hrází řekou Chuang-che. Roku 11 vyvrcholilo úplnou změnou dolního toku této řeky, jež se začala dělit na dvě ramena, která odřízla poloostrov Šang-tung od zbytku Číny. Obrovské záplavy vyústily v hladomor, který vedl k exodu zbídačeného obyvatelstva do dalších oblastí. Další povstání proto nabyla živelného charakteru a rychle se šířila na rozsáhlých územích.
Nejznámější je povstání z roku 18 n. l., povstání „Rudých obočí“. Vedl jej rolník Fan Čchung, jehož stoupenci se od ostatních odlišovali tím, že měli obočí nabarveno rudou barvou. Wang Mangova obrovská armáda nedokázala oddíly „Rudých obočí“ porazit, vojáci se k nim dokonce přidávali. Jiné povstalecké oddíly vedené potomky bývalé dynastie Chan využily situaci, roku 23 dorazily do hlavního města Čchang-an, dobyly palác a zabily Wang Manga, čímž dynastie Sin skončila.
Potomci bývalé dynastie Chan se poté soustředili na potlačení lidového hnutí. Po dvou letech se jim podařilo starou dynastii obnovit, obnovená linie se nazývá Východní Chan nebo Pozdní Chan. Povstání „Rudých obočí“ bylo definitivně potlačeno až v roce 29.